# Andru Phillips
Andru Phillips (Mauldin, 30 novembre 2001) è un giocatore di football americano statunitense che milita nel ruolo di cornerback per i New York Giants della National Football League (NFL).

## Carriera universitaria
Phillips iniziò a giocare nell’Università del Kentucky nel 2020 passando la stagione come redshirt, potendo cioè allenarsi con la squadra ma non scendere in campo. Nel 2021 disputò 9 partite, mettendo a segno 3 tackle. Divenne stabilmente titolare nel 2022. Chiuse l’annata con 31 tackle e 5 passaggi deviati. Nel 2023 totalizzò 44 placcaggi e 4 passaggi deviati. A fine anno decise di passare tra i professionisti.
Phillips chiuse la carriera a Kentucky con 80 tackle, 2,5 dei quali con perdita di yard, e 9 passaggi deviati.

## Carriera professionistica

### New York Giants
Phillips fu scelto nel corso del terzo giro (70º assoluto) del Draft NFL 2024 dai New York Giants. Debuttò come professionista subentrando nella gara del primo turno contro i Minnesota Vikings mettendo a segno 4 placcaggi e un fumble forzato. La settimana successiva disputò la prima partita come titolare facendo registrare 12 tackle e il suo primo sack contro i Washington Commanders. La sua prima stagione si chiuse con 71 tackle, un sack, un intercetto e due fumble forzati in 14 presenze, di cui 6 come titolare.